# Arcidiocesi di Malines-Bruxelles

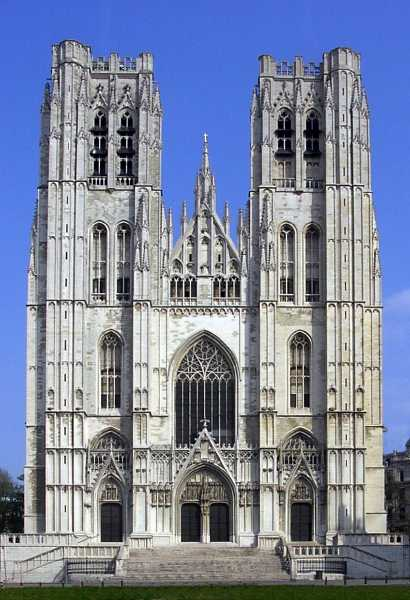
La concattedrale di San Michele e Santa Gudula a Bruxelles.

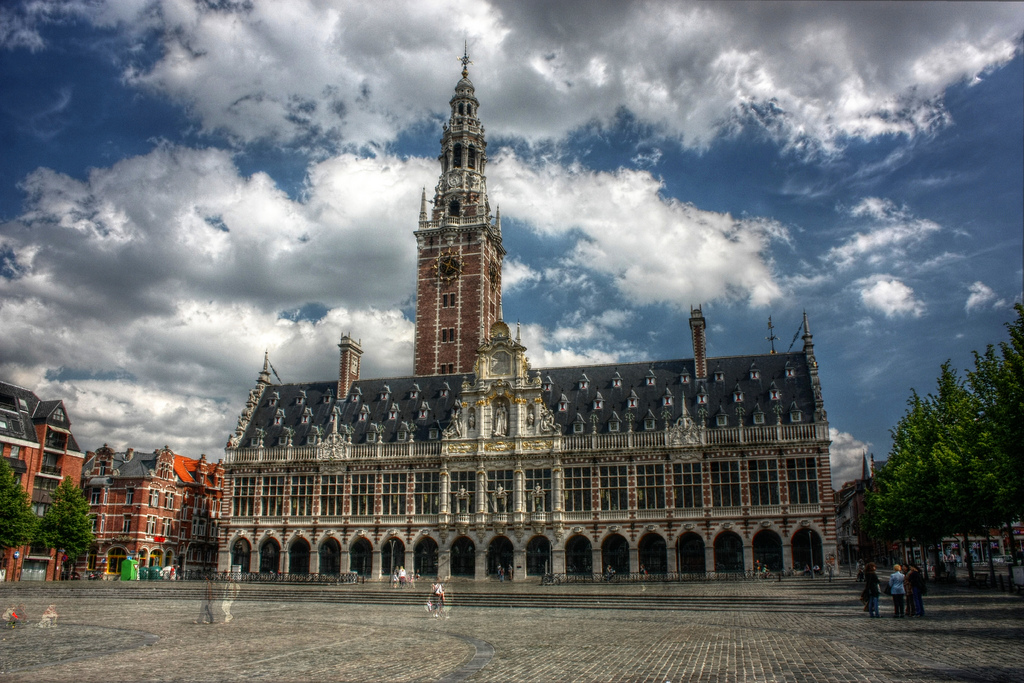
La biblioteca dell'Università Cattolica di Lovanio.

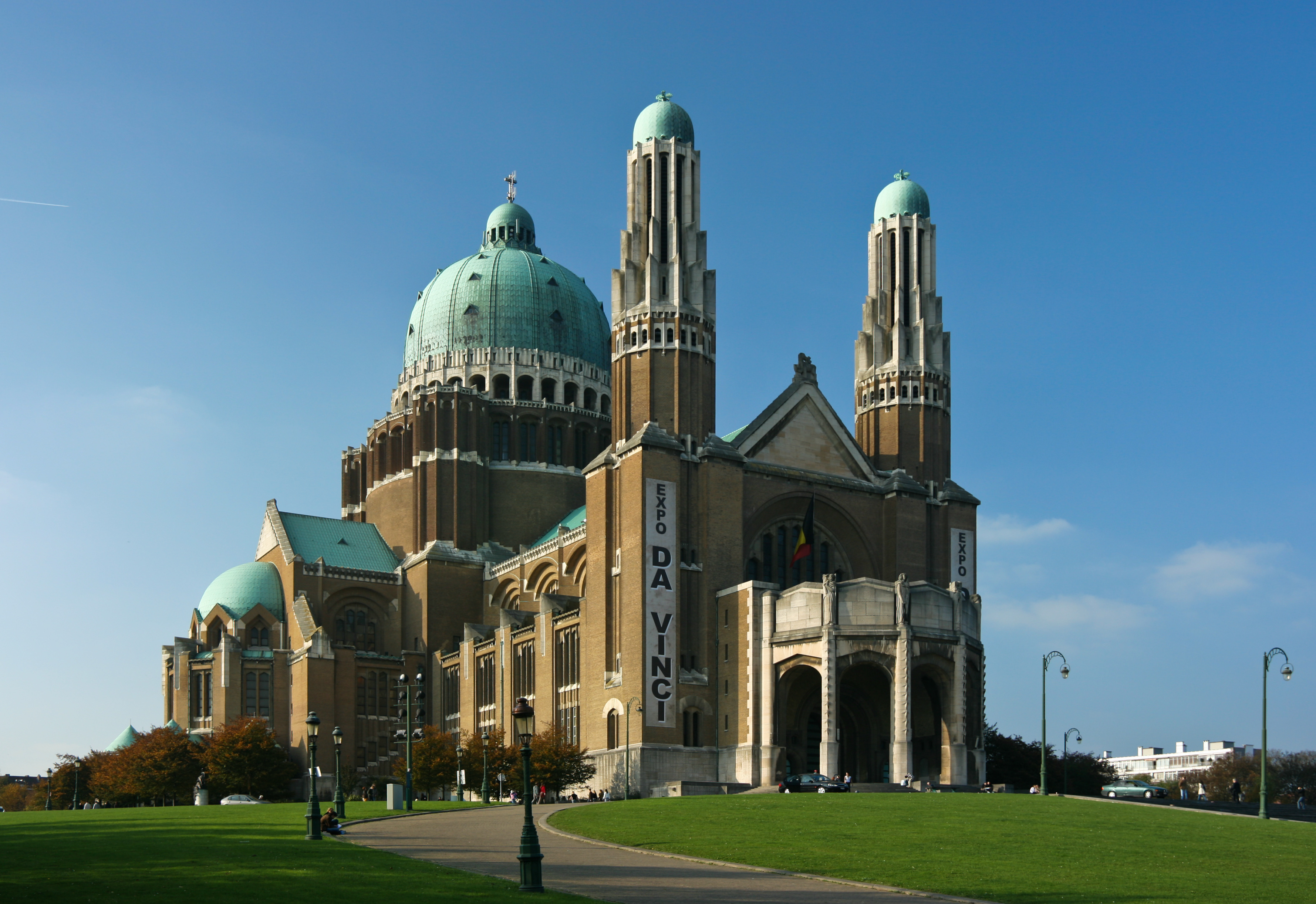
La basilica del Sacro Cuore a Koekelberg.

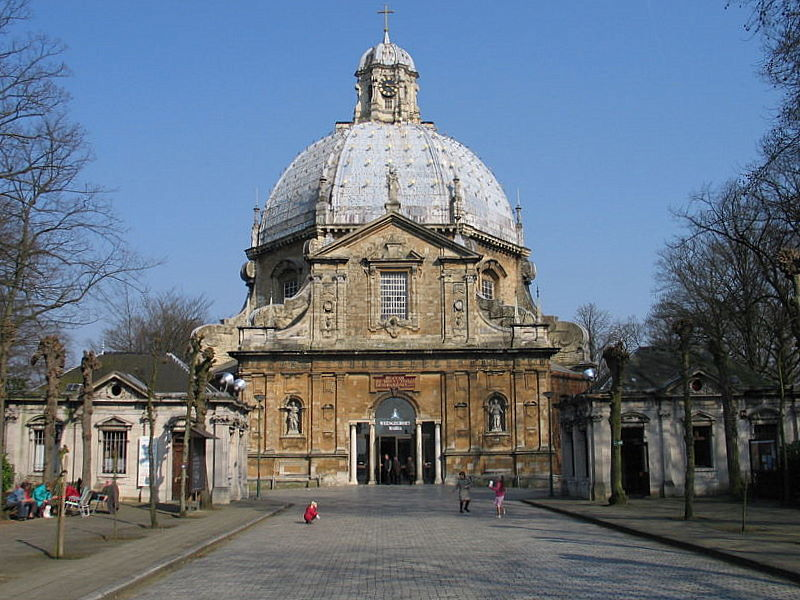
La basilica di Nostra Signora a Scherpenheuvel-Zichem.

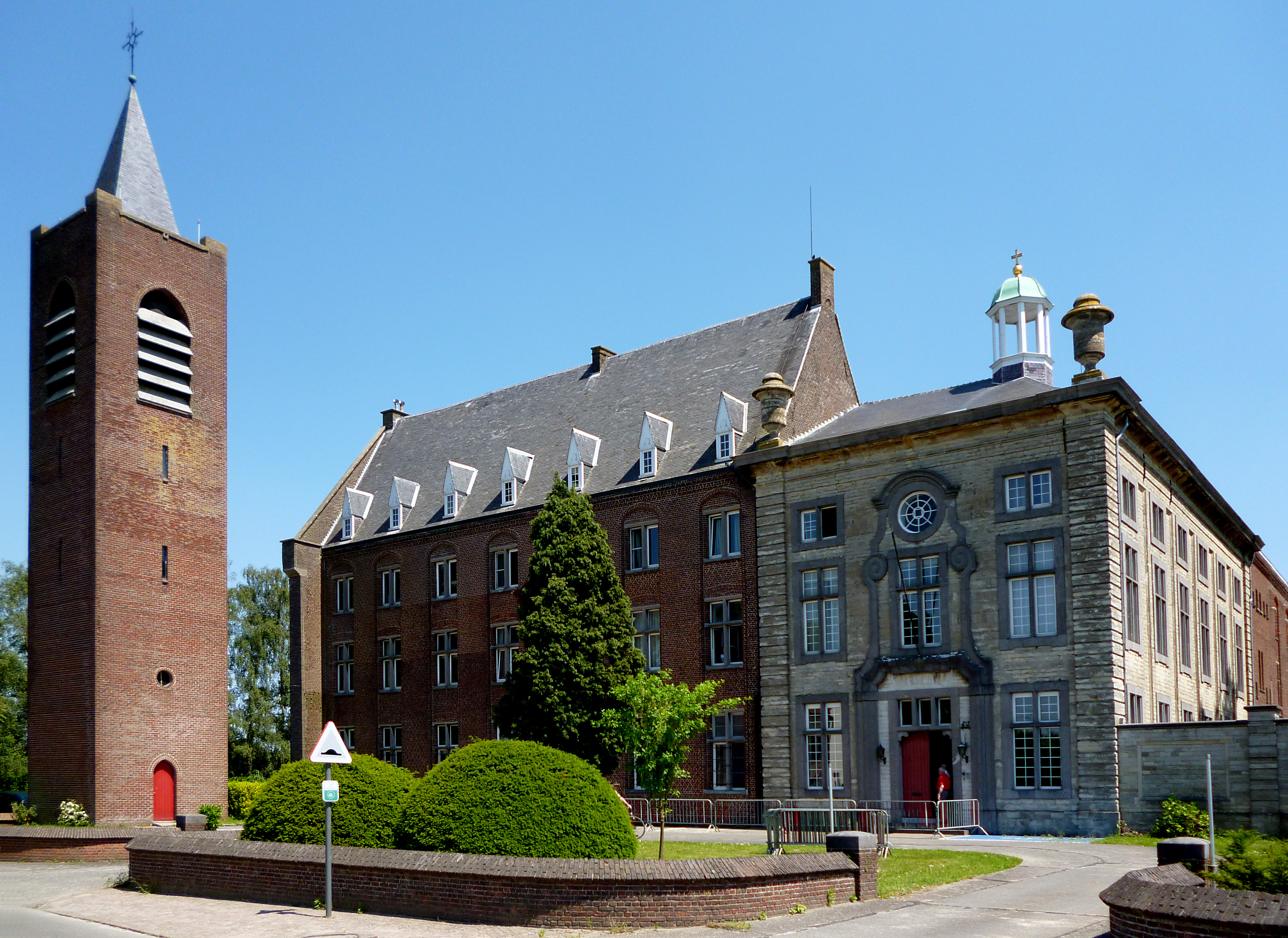
L'abbazia di Affligem.

L'arcidiocesi di Malines-Bruxelles (in latino Archidioecesis Mechliniensis-Bruxellensis) è una sede metropolitana della Chiesa cattolica in Belgio. Nel 2023 contava 1.931.000 battezzati su 3.022.681 abitanti. È retta dall'arcivescovo Luc Terlinden.

## Territorio
L'arcidiocesi comprende la provincia del Brabante Fiammingo, la provincia del Brabante Vallone e la regione di Bruxelles-Capitale; inoltre appartengono all'arcidiocesi otto comuni della provincia di Anversa, che costituiscono la maggior parte dell'arrondissement di Malines, ad eccezione dei cantoni di Lier e di Heist-op-den-Berg, che fanno parte della diocesi di Anversa.
La cattedrale arcivescovile è la chiesa di San Rombaldo a Malines (Mechelen). A Bruxelles la chiesa più importante è la concattedrale di San Michele e Santa Gudula, che si trova in centro a poca distanza dalla Grand Place.
Nel territorio si trovano 7 basiliche minori: Nostra Signora di Hanswijk a Malines, Nostra Signora a Scherpenheuvel-Zichem, Nostra Signora della Consolazione a Vilvoorde, Sacro Cuore a Koekelberg, Nostra Signora della Pace e della Concordia a Wavre, San Martino a Halle e San Servazio a Grimbergen.
Il territorio si estende su 3.635 km² ed è suddiviso in 573 parrocchie, raggruppate in 3 vicariati e 37 decanati. I 3 vicariati coincidono con le suddivisioni linguistiche dell'arcidiocesi: il vicariato bilingue di Bruxelles, il vicariato del Brabante Vallone di lingua francese, e il vicariato del Brabante Fiammingo e Malines di lingua fiamminga. A capo di ogni vicariato è posto un vescovo ausiliare.

### Provincia ecclesiastica
La provincia ecclesiastica di Malines-Bruxelles, istituita nel 1559, comprende come suffraganee tutte le diocesi del Belgio, e cioè:
- diocesi di Anversa,
- diocesi di Bruges,
- diocesi di Gand,
- diocesi di Hasselt,
- diocesi di Liegi,
- diocesi di Namur,
- diocesi di Tournai.

## Storia
Nel XVI secolo, per meglio contrastare la riforma protestante, nonché per risolvere annose questioni di carattere politico e linguistico, i Paesi Bassi e i Paesi Bassi del Sud subirono una sostanziale modifica della geografia ecclesiastica, che era rimasta immutata fin dall'epoca carolingia. Con la bolla Super universas del 12 maggio 1559, papa Paolo IV riorganizzò le circoscrizioni ecclesiastiche della regione ed istituì quattordici nuove diocesi, tra cui l'arcidiocesi metropolitana di Malines, con territorio ricavato da quello delle diocesi di Cambrai e di Liegi. Originariamente ebbe come suffraganee le diocesi di Anversa, Bruges, Gand, Ypres, 's-Hertogenbosch e Roermond, tutte erette in quella stessa data.
Papa Pio IV, con due speciali bolle, organizzò la nuova sede metropolitana di Malines. L'11 marzo 1561, con la bolla Ex iniuncto nobis, definì i confini della nuova diocesi, il numero delle località che ne costituivano il territorio, e istituì il capitolo della cattedrale. Il giorno precedente, con la bolla Romanus Pontifex, il pontefice assegnò come dotazione per il mantenimento dell'arcivescovo l'abbazia benedettina di Affligem. Con queste bolle, il pontefice riconobbe all'arcivescovo di Malines il titolo di primate del Belgio. Nel 1596 l'arcidiocesi fu suddivisa in undici decanati (doyennés): Malines, Bruxelles, Lovanio, Leeuw-Saint-Pierre, Leeuw-Saint-Léonard, Diest, Tirlemont, Alost, Grammont, Renaix e Oosterzele.
Primo metropolita fu nominato il cardinale Antoine Perrenot de Granvelle, che tuttavia, per i suoi stretti legami con il re spagnolo Filippo II, dovette abbandonare l'arcidiocesi e il suo Paese nel marzo 1564, senza mai più farvi ritorno; ottenne importanti incarichi a Roma e altrove, tra questi fu viceré di Napoli e cardinale camerlengo. Il vero organizzatore della nuova arcidiocesi è stato Matthias Hovius, che introdusse la riforma voluta dal concilio di Trento, istituì il seminario arcivescovile, e fece pubblicare dai gesuiti il catechismo, che fu la base per l'istruzione religiosa dei fedeli fino al XX secolo.
La rivoluzione francese ebbe delle importanti conseguenze anche per l'arcidiocesi di Malines. L'occupante francese confiscò il palazzo arcivescovile che fu venduto; e il cardinale Joannes-Henricus von Franckenberg morì in esilio a Breda nel 1804. Il concordato del 1801 tra Napoleone e papa Pio VII normalizzò le relazioni tra la Chiesa e lo Stato. Con la bolla Qui Christi Domini del 29 novembre 1801, fu soppressa la diocesi di Anversa e il suo territorio annesso a quello di Malines, che si estendeva ora sui dipartimenti francesi, oggi non più esistenti, della Dyle e delle Due Nete.
Contestualmente la provincia ecclesiastica di Malines fu totalmente rivista, arrivando a comprendere le diocesi di Tournai, Gand, Namur, Liegi, Aquisgrana, Treviri e Magonza. Nel 1821 Malines perse le diocesi tedesche, e da allora la provincia ecclesiastica comprese solo le diocesi del Belgio.
Il 22 marzo 1803 cedette una porzione del suo territorio a vantaggio dell'erezione del vicariato apostolico di Breda (oggi diocesi). Il 27 maggio 1834 fu ristabilita la diocesi di Bruges come suffraganea di Malines.
Il cardinale Engelbert Sterckx fondò nel 1834 l'università cattolica di Malines, trasferita l'anno successivo a Lovanio, in sostituzione della vecchia università di Lovanio, fondata nel XV secolo, e che ebbe tra i suoi più illustri rettori Giansenio, ma soppressa nel 1797 durante l'occupazione francese.
Durante l'episcopato di Desiré-Félicien-François-Joseph Mercier si svolsero a Malines, tra dicembre 1921 e marzo 1925, le cosiddette conversazioni di Mechelen, volute e presiedute dal cardinale; furono una serie di cinque incontri informali tra esponenti della Chiesa cattolica e della Chiesa anglicana per esaminare i punti di accordo e quelli di disaccordo, finalizzata ad una possibile riunificazione tra le due Chiese.
L'8 dicembre 1961 in forza della bolla Christi Ecclesia di papa Giovanni XXIII ha ceduto un'altra porzione di territorio a vantaggio della restaurazione della diocesi di Anversa, suffraganea della diocesi madre, e nel contempo ha assunto il nome attuale.
Il cardinale Léon-Joseph Suenens fu uno dei grandi protagonisti del Concilio Vaticano II; a lui si deve inoltre la riorganizzazione dell'arcidiocesi in tre vicariati linguistici.
Il 31 maggio 1967 è stata eretta la diocesi di Hasselt, suffraganea di Malines-Bruxelles; contestualmente il territorio dell'arcidiocesi si è ampliato con l'aggiunta del comune di Landen sottratto alla diocesi di Liegi.

## Cronotassi degli arcivescovi
Si omettono i periodi di sede vacante non superiori ai 2 anni o non storicamente accertati.
- Antoine Perrenot de Granvelle † (10 marzo 1561 - 24 gennaio 1583 dimesso)
- Joannes Hauchin † (24 gennaio 1583 - 5 gennaio 1589 deceduto)
  - Sede vacante (1589-1595)[10]
- Matthias Hovius † (25 settembre 1595 - 30 maggio 1620 deceduto)
- Jacobus Boonen † (13 ottobre 1621 - 31 maggio 1655 deceduto)
- Andreas Cruesen † (9 aprile 1657 - 8 novembre 1666 deceduto)
- Joannes Wachtendonck † (12 marzo 1668 - 25 giugno 1668 deceduto)
  - Sede vacante (1668-1670)
- Alphonse de Berghes † (17 novembre 1670 - 7 giugno 1689 deceduto)
- Humbertus Guilielmus de Precipiano † (8 maggio 1690 - 9 giugno 1711 deceduto)
- Thomas Philip Wallrad d'Alsace-Boussut de Chimay † (16 dicembre 1715 - 5 gennaio 1759 deceduto)
- Joannes-Henricus von Franckenberg † (28 maggio 1759 - 20 novembre 1801 dimesso)
- Jean-Armand de Bessuéjouls Roquelaure † (14 aprile 1802 - 25 marzo 1808 dimesso)
- Dominique-Georges-Frédéric Dufour de Pradt † (27 marzo 1809 - 16 settembre 1815 dimesso)[11]
- François-Antoine-Marie de Méan † (28 luglio 1817 - 15 gennaio 1831 deceduto)
- Engelbert Sterckx † (24 febbraio 1832 - 4 dicembre 1867 deceduto)
- Victor-Auguste-Isidore Dechamps, C.SS.R. † (20 dicembre 1867 - 29 settembre 1883 deceduto)
- Pierre-Lambert Goossens † (24 marzo 1884 - 25 gennaio 1906 deceduto)
- Desiré-Félicien-François-Joseph Mercier † (21 febbraio 1906 - 23 gennaio 1926 deceduto)
- Jozef-Ernest Van Roey † (12 marzo 1926 - 6 agosto 1961 deceduto)
- Léon-Joseph Suenens † (24 novembre 1961 - 4 ottobre 1979 ritirato)
- Godfried Danneels † (19 dicembre 1979 - 18 gennaio 2010 ritirato)
- André-Joseph Léonard (18 gennaio 2010 - 6 novembre 2015 ritirato)
- Jozef De Kesel (6 novembre 2015 - 22 giugno 2023 ritirato)
- Luc Terlinden, dal 22 giugno 2023

## Statistiche
L'arcidiocesi nel 2023 su una popolazione di 3.022.681 persone contava 1.931.000 battezzati, corrispondenti al 63,9% del totale.
| anno | popolazione | popolazione | popolazione | presbiteri | presbiteri | presbiteri | presbiteri                | diaconi | religiosi | religiosi | parrocchie |
| anno | battezzati  | totale      | %           | numero     | secolari   | regolari   | battezzati per presbitero | diaconi | uomini    | donne     | parrocchie |
| ---- | ----------- | ----------- | ----------- | ---------- | ---------- | ---------- | ------------------------- | ------- | --------- | --------- | ---------- |
| 1950 | ?           | 3.093.819   | ?           | 5.315      | 3.186      | 2.129      | ?                         |         | 4.546     | 16.202    | 895        |
| 1969 | ?           | 2.326.496   | ?           | 1.925      | 1.925      | ?          |                           |         |           | 6.780     | 658        |
| 1980 | 2.278.000   | 2.504.000   | 91,0        | 3.541      | 1.554      | 1.987      | 643                       | 68      | 2.408     | 6.474     | 657        |
| 1990 | 2.000.000   | 2.373.526   | 84,3        | 2.513      | 1.273      | 1.240      | 795                       | 89      | 1.778     | 4.965     | 687        |
| 1999 | 1.600.000   | 2.470.918   | 64,8        | 2.216      | 1.067      | 1.149      | 722                       | 95      | 1.586     | 3.750     | 677        |
| 2000 | 1.800.000   | 2.500.000   | 72,0        | 2.165      | 1.022      | 1.143      | 831                       | 105     | 1.654     | 3.534     | 677        |
| 2001 | 1.800.000   | 2.514.185   | 71,6        | 2.120      | 977        | 1.143      | 849                       | 101     | 1.528     | 3.380     | 677        |
| 2002 | 1.600.000   | 2.513.783   | 63,6        | 2.076      | 934        | 1.142      | 770                       | 105     | 1.525     | 3.274     | 677        |
| 2003 | 1.600.000   | 2.508.873   | 63,8        | 2.053      | 911        | 1.142      | 779                       | 100     | 1.477     | 3.139     | 677        |
| 2004 | 1.600.000   | 2.500.000   | 64,0        | 2.034      | 892        | 1.142      | 786                       | 98      | 1.452     | 2.972     | 678        |
| 2013 | 1.801.000   | 2.815.842   | 64,0        | 1.812      | 670        | 1.142      | 993                       | 88      | 1.448     | 1.657     | 659        |
| 2016 | 1.818.000   | 2.842.000   | 64,0        | 1.743      | 601        | 1.142      | 1.043                     | 91      | 1.423     | 1.847     | 645        |
| 2019 | 1.886.000   | 2.950.000   | 63,9        | 1.515      | 509        | 1.006      | 1.244                     | 92      | 1.286     | 1.473     | 593        |
| 2021 | 1.894.700   | 2.963.730   | 63,9        | 1.437      | 431        | 1.006      | 1.318                     | 91      | 1.280     | 1.204     | 573        |
| 2023 | 1.931.000   | 3.022.681   | 63,9        | 1.458      | 452        | 1.006      | 1.324                     | 88      | 1.253     | 1.075     | 573        |